# Cámara de Diputados de Berlín
La Cámara de Diputados de Berlín (del alemán: Abgeordnetenhaus von Berlin) es el Parlamento estatal (Landtag) del estado federado y ciudad capital de Berlín, en Alemania, según la constitución de la ciudad-estado. En 1993 el Parlamento se trasladó desde el Rathaus Schöneberg a su actual sede en la Niederkirchnerstraße, que hasta 1934 fue la sede del Landtag de Prusia. La actual presidenta de la Cámara es Cornelia Seibeld (CDU).

## Historia
La Abgeordnetenhaus ("Cámara de Diputados") fue establecida por la nueva Constitución de Berlín Occidental en 1950.
La Abgeordnetenhaus sustituyó al antiguo Parlamento de la ciudad llamado Berliner Stadtverordnetenversammlung, establecido por las reformas prusianas en 1808 y restablecido por los Aliados tras el final de la Segunda Guerra Mundial. Este Parlamento había sido elegido en las elecciones estatales de 1946 y en las de 1948 y había existido tanto en Berlín Occidental como en Berlín Oriental. Al establecerse la Abgeordnetenhaus, el Stadtverordnetenversammlung se disolvió sólo en occidente, ya que siguió siendo el Parlamento de la sección oriental de la ciudad y recién se disolvió en este territorio tras producirse la reunificación alemana en 1990.
Entre 1951 y 1990, la Abgeordnetenhaus fue un Parlamento de autonomía restringida, ya que según la Comisión Aliada de Control, toda su legislación y sus elecciones, así como las elecciones de alcaldes y senadores (entonces todavía electos y aún no designados por el alcalde), eran objeto de aprobación o rechazo por parte de los aliados establecidos en el oeste de la ciudad. La Abgeordnetenhaus continuó siendo el Parlamento de Berlín tras la reunificación alemana.

## Funciones
Su función más importante es la aprobación de leyes, incluyendo el presupuesto público. Además elige al alcalde de Berlín y administra al Senado de Berlín.

## Composición actual

### Resultado electoral
| Elecciones estatales de Berlín de 2023 |                           |                  |           |        |           |           |
| Candidaturas                           | Candidaturas              | Candidato        | Votos     | Votos  | Diputados | Diputados |
|                                        | Unión Demócrata Cristiana | Kai Wegner       | 1 168 975 | 24.1 % | 42        | 22        |
|                                        | Partido Socialdemócrata   | Franziska Giffey | 1 586 192 | 32.6 % | 58        | 2         |
|                                        | Alianza 90/Los Verdes     | Bettina Jarasch  | 535 489   | 11.0 % | 19        | 2         |
|                                        | La Izquierda              | Klaus Lederer    | 508 429   | 10.5 % | 18        | 2         |
|                                        | Alternativa para Alemania | Kristin Brinker  | 473 485   | 9.7 %  | 17        | 4         |
| Fuente: Cámara de Diputados de Berlín  |                           |                  |           |        |           |           |

### Órganos del Parlamento en la XIX legislatura:

#### La Mesa
| Cargo                                 | Titular           | Lista  |
| ------------------------------------- | ----------------- | ------ |
| Presidenta                            | Cornelia Seibeld  | CDU    |
| Vicepresidenta primera                | Bahar Haghanipour | SPD    |
| Vicepresidente segundo                | Daniel Born       | B'90/G |
| Fuente: Cámara de Diputados de Berlín |                   |        |

#### Grupos parlamentarios
| Grupo parlamentario                   | Grupo parlamentario                   | Integrantes                                   | Líder                          | Portavoz        | Escaños |
| ------------------------------------- | ------------------------------------- | --------------------------------------------- | ------------------------------ | --------------- | ------- |
|                                       | Christlich Demokratische Union Berlin | Unión Demócrata Cristiana                     | Kai Wegner                     | Dirk Stettner   | 52      |
|                                       | Sozialdemokratische Partei Berlin     | Partido Socialdemócrata                       | Franziska Giffey               | Raed Saleh      | 34      |
|                                       | Bündnis 90/Die Grünen Berlin          | Alianza 90/Los Verdes                         | Silke Gebel                    | Antje Kapek     | 34      |
|                                       | Die Linke Berlin                      | La Izquierda                                  | Carsten Schatz                 | Anne Helm       | 21      |
|                                       | Alternative für Berlin                | Alternativa para Alemania                     | Kristin Brinker                | Kristin Brinker | 16      |
|                                       | Fraktionslose                         | Alianza Sahra Wagenknecht: 1 Independiente: 1 | Alexander King Antonin Brousek | Alexander King  | 2       |
| Fuente: Cámara de Diputados de Berlín |                                       |                                               |                                |                 |         |

#### Comisiones parlamentarias
| Comisiones de la Cámara de Diputados de Berlín                                                |             |                     |                         |
| Comisión                                                                                      | Presidencia | Presidencia         | Vicepresidencia         |
| Comisiones permanentes                                                                        |             |                     |                         |
| Trabajo y Asuntos Sociales                                                                    |             | Lars Düsterhöft     | Tonka Wojahn            |
| Educación, Juventud y Familia                                                                 |             | Sandra Khalatbari   | Marcel Hopp             |
| Asuntos Federales, Europeos y Medios de Comunicación                                          |             | Andreas Otto        | Carsten Schatz          |
| Digitalización y Protección de Datos                                                          |             | Johannes Kraft      | Carsten Schatz          |
| Salud y Atención Sanitaria                                                                    |             | Silke Gebel         | Claudia Wein            |
| Interior, Seguridad y Orden Público                                                           |             | Florian Dörstelmann | Gollaleh Ahmadi         |
| Integración, Igualdad, Diversidad y Antidiscriminación                                        |             | Ülker Radziwill     | Jian Omar               |
| Cultura y Promoción de la Democracia                                                          |             | Peer Mock-Stümer    | Sven Rissmann           |
| Movilidad y Transporte                                                                        |             | Lars Bocian         | Linda Vierecke          |
| Deportes                                                                                      |             | Scott Körber        | Dunja Wolff             |
| Desarrollo Urbano Sostenible, Agenda Urbana y Vivienda                                        |             | Elif Eralp          | Christian Gräff         |
| Medio Ambiente y Protección del Clima                                                         |             | Turgut Altuǧ        | Danny Freymark          |
| Asuntos Constitucionales y Jurídicos, Reglamento de Procedimiento y Protección del Consumidor |             | Sven Rissmann       | Sebastian Schlüsselburg |
| Protección de la Constitución                                                                 |             | Kurt Wansner        | Stephan Lenz            |
| Asuntos Económicos, Energía y Empresas Públicas                                               |             | Jörg Stroedter      | Tuba Bozkurt            |
| Ciencia e Investigación                                                                       |             | Franziska Brychcy   | Bettina Meißner         |
| Gestión y Control de Inversiones y Gastos Públicos                                            |             | Michael Dietmann    | Jörg Stroedter          |
| Distritos y Recursos Humanos                                                                  |             | Julia Schneider     | Stephan Schmidt         |
| Control Presupuestario                                                                        |             | Claudia Wein        | Stephan Schmidt         |
| Gestión de Activos                                                                            |             | Derya Çağlar        | André Schulze           |
| Peticiones                                                                                    |             | Maik Penn           | Kristian Ronneburg      |
| Comisiones de investigación                                                                   |             |                     |                         |
| Neukölln II                                                                                   |             | Vasili Franco       | Niklas Schrader         |
| Fuente: Cámara de Diputados de Berlín                                                         |             |                     |                         |

### Histórico de resultados y distribución de escaños
|  | 92,3 % |

| 26  | 63  | 12  | 29  |
| KPD | SPD | FDP | CDU |

|  | 86,3 % |

| 63  | 17  | 21  |
| SPD | FDP | CDU |

|  | 90,4 % |

| 61  | 32  | 34  |
| SPD | FDP | CDU |

|  | 91,8 % |

| 64  | 19  | 44  |
| SPD | FDP | CDU |

|  | 92,9 % |

| 78  | 55  |
| SPD | CDU |

|  | 89,9 % |

| 89  | 10  | 41  |
| SPD | FDP | CDU |

|  | 86,2 % |

| 81  | 9   | 47  |
| SPD | FDP | CDU |

|  | 88,9 % |

| 73  | 11  | 54  |
| SPD | FDP | CDU |

|  | 87,8 % |

| 67  | 11  | 69  |
| SPD | FDP | CDU |

|  | 85,4 % |

| 61  | 11  | 63  |
| SPD | FDP | CDU |

|  | 85,3 % |

| 9  | 51  | 7   | 65  |
| AL | SPD | FDP | CDU |

|  | 83,6 % |

| 15 | 48  | 12  | 69  |
| AL | SPD | FDP | CDU |

|  | 79,6 % |

| 17 | 55  | 55  | 11  |
| AL | SPD | CDU | REP |

|  | 80,8 % |

| 23  | 11   | 12 | 76  | 18  | 101 |
| PDS | B'90 | AL | SPD | FDP | CDU |

|  | 68,6 % |

| 34  | 55  | 30         | 87  |
| PDS | SPD | B'90/Grüne | CDU |

|  | 65,5 % |

| 33  | 42  | 18         | 76  |
| PDS | SPD | B'90/Grüne | CDU |

|  | 68,1 % |

| 33  | 44  | 14         | 15  | 35  |
| PDS | SPD | B'90/Grüne | FDP | CDU |

|  | 58,0 % |

| 23  | 53  | 23         | 13  | 37  |
| PDS | SPD | B'90/Grüne | FDP | CDU |

|  | 60,2 % |

| 19    | 15      | 47  | 29         | 39  |
| Linke | PIRATEN | SPD | B'90/Grüne | CDU |

|  | 66,9 % |

| 27    | 38  | 27         | 12  | 31  | 25  |
| Linke | SPD | B'90/Grüne | FDP | CDU | AfD |

|  | 75,4 % |

| 24    | 36  | 32         | 12  | 30  | 13  |
| Linke | SPD | B'90/Grüne | FDP | CDU | AfD |

|  | 62,9 % |

| 22    | 34         | 34  | 52  | 17  |
| Linke | B'90/Grüne | SPD | CDU | AfD |